# Hoštice (zámek)
Hoštice jsou tvrz přestavěná na zámek ve stejnojmenné vesnici jižně od Strakonic v Jihočeském kraji. Zámek stojí pravděpodobně na místě středověké tvrze, ale jeho dochovaná podoba je výsledkem zejména přestavby ze druhé poloviny osmnáctého realizované rodem Chlumčanských z Přestavlk a mladšími úpravami z let 1870–1880. Zámecký areál je chráněn jako kulturní památka.

## Historie
Na místě zámku pravděpodobně stávala od třináctého století tvrz vladyků z Hoštic. Jejím prvním známým majitelem byl roku 1274 Držislav z Hoštic. Roku 1315 Hoštice spolu s dalšími 26 vesnicemi tvořily součást volyňského újezdu českých královen, což roku 1436 potvrdil císař Zikmund Lucemburský.
Další zmínka pochází až z roku 1552, kdy vesnici koupil Vilém z Rožmberka, ale Petr Vok z Rožmberka ji roku 1593 prodal Arnoštu Vítanovskému z Vlčkovic. K dalším držitelům patřili Hynek Jetřich Vítanovský (1681), vdova po něm Johana Magdalena, Jindřich Vilém Vítanovský a od roku 1686 Ladislav Chlumčanský z Přestavlk. Chlumčanští z Přestavlk vesnici vlastnili více než sto let a roku 1777 zdejší panské sídlo částečně přestavěli v barokním slohu. Ladislavův vnuk Vojtěch Chlumčanský statek prodal svému bratrovi Václavu Leopoldovi Chlumčanskému a v roce 1799 Hoštice koupil Jáchym Zádubský ze Šontálu. Poslední přestavba proběhla za Henneberků v letech 1870–1880, což dokládá jejich erb v průčelním tympanonu.
V první polovině dvacátého století byla zámecká budova rozšířena o malé přístavky a další stavební úpravy areálu probíhaly bez ohledu na památkovou hodnotu i po roce 1948.

## Stavební podoba
Zámek je jednopatrová obdélná budova s přízemními prostorami zaklenutými křížovými klenbami. Pokoje v patře mají ploché stropy s fabiony. V interiéru se dochovala původní dveřní křídla i s kováním. Dominantou průčelí je rizalit s raně barokním vstupním portálem. Ve zdmi a hospodářskými budovami ohrazeném areálu stojí stáje, patrová sýpka s pivovarským sklepem, stodola a konírna. Ve stájích a konírně jsou plackové klenby.